# Washington (Georgia)
Washington es una ciudad ubicada en el condado de Wilkes en el estado estadounidense de Georgia. En el año 2000 tenía una población de 4.295 habitantes.

## Geografía
Washington se encuentra ubicada en las coordenadas 33°44′7″N 82°44′29″O / 33.73528, -82.74139 (33.735394, -82.741420).
Según la Oficina del Censo, la localidad tiene un área total de 20,3 km² (7,8 mi²), de la cual 20,3 km² (7,8 mi²) es tierra y 0 km² (0 mi²) (0.00%) es agua.

## Demografía
Según la Oficina del Censo en 2000 los ingresos medios por hogar en la localidad eran de $25,667, y los ingresos medios por familia eran $32,500. Los hombres tenían unos ingresos medios de $27,281 frente a los $21,230 para las mujeres. La renta per cápita para la localidad era de $13,659. 